# Persone di cognome Scott
| Questa pagina contiene informazioni ricavate automaticamente dalle voci biografiche con l'ausilio del template Bio e di un bot. L'aggiornamento è periodico e automatico e ricostruisce completamente la pagina. Se manca una persona in questa lista, sei pregato di non aggiungerla, ma accertati piuttosto che la sua voce biografica contenga il template Bio e che i dati anagrafici siano correttamente compilati. Se il template Bio manca, inseriscilo tu stesso o, in alternativa, metti l'avviso {{tmp\|Bio}} che ne segnala la mancanza. Se i dati riportati sono sbagliati, correggi direttamente la voce biografica; le modifiche saranno visibili in questa lista entro pochi giorni. Per chiarimenti vedi il progetto antroponimi. La lista contiene solo le 234 persone che sono citate nell'enciclopedia e per le quali è stato implementato correttamente il template Bio. Pagina aggiornata al 23 lug 2025. |

Questa è una lista di persone presenti nell'enciclopedia che hanno il cognome Scott, suddivise per attività principale.

## Allenatori di calcio(4)
- Andy Scott, allenatore di calcio e ex calciatore inglese (Epsom, n. 1972)
- Elisha Scott, allenatore di calcio e calciatore nordirlandese (Belfast, n. 1894 - Belfast, † 1959)
- Geoff Scott, allenatore di calcio e calciatore inglese (Birmingham, n. 1956 - † 2018)
- Laurie Scott, allenatore di calcio e calciatore inglese (Sheffield, n. 1917 - Barnsley, † 1999)

## Ammiragli(1)
- Norman Scott, ammiraglio statunitense (Indianapolis, n. 1889 - Guadalcanal, † 1942)

## Antropologhe(1)
- Eugenie Scott, antropologa statunitense (n. 1945)

## Antropologi(1)
- James C. Scott, antropologo e politologo statunitense (Mount Holly, n. 1936 - Durham, † 2024)

## Architetti(1)
- George Gilbert Scott, architetto britannico (Gawcott, n. 1811 - Londra, † 1878)

## Arciere(1)
- Lida Howell, arciera statunitense (Lebanon, n. 1859 - Norwood, † 1938)

## Arcieri(1)
- Thomas Scott, arciere statunitense (Warren, n. 1833 - Norwood, † 1911)

## Astronauti(2)
- David Scott, astronauta statunitense (San Antonio, n. 1932)
- Winston Scott, ex astronauta statunitense (Miami, n. 1950)

## Attori(22)
- Adam Scott, attore statunitense (Santa Cruz, n. 1973)
- Andrew Scott, attore irlandese (Dublino, n. 1976)
- Campbell Scott, attore, regista e produttore cinematografico statunitense (New York, n. 1961)
- Cyril Scott, attore irlandese (Banbridge, n. 1866 - Flushing, † 1945)
- Donovan Scott, attore statunitense (Chico, n. 1946)
- Eric Scott, attore statunitense (Los Angeles, n. 1958)
- Fred Scott, attore statunitense (Fresno, n. 1902 - Riverside, † 1991)
- Randolph Scott, attore statunitense (Charlotte, n. 1898 - Los Angeles, † 1987)
- Gordon Scott, attore statunitense (Portland, n. 1926 - Baltimora, † 2007)
- Jackson Robert Scott, attore statunitense (Phoenix, n. 2008)
- James Scott, attore britannico (Newcastle upon Tyne, n. 1979)
- Jared Scott, attore statunitense
- Jim Scott, attore scozzese (Lanark, n. 1934)
- Ken Scott, attore statunitense (Brooklyn, n. 1928 - Los Angeles, † 1986)
- Seann William Scott, attore statunitense (Cottage Grove, n. 1976)
- Simon Scott, attore statunitense (Monterey Park, n. 1920 - Los Alamitos, † 1991)
- Dougray Scott, attore britannico (Glenrothes, n. 1965)
- Terry Scott, attore britannico (Watford, n. 1927 - Godalming, † 1994)
- Tom Everett Scott, attore statunitense (East Bridgewater, n. 1970)
- William Lee Scott, attore statunitense (New York City, n. 1973)
- William Scott, attore statunitense (Minneapolis, n. 1893 - Los Angeles, † 1967)
- Zachary Scott, attore statunitense (Austin, n. 1914 - Austin, † 1965)

## Attori pornografici(1)
- Scott O'Hara, attore pornografico, poeta e scrittore statunitense (Grants Pass, n. 1961 - San Francisco, † 1998)

## Attrici(12)
- Alyah Chanelle Scott, attrice, regista e produttrice cinematografica statunitense (Pearland, n. 1997)
- Ashley Scott, attrice e modella statunitense (Metairie, n. 1977)
- Jacqueline Scott, attrice statunitense (Sikeston, n. 1931 - Los Angeles, † 2020)
- Janette Scott, attrice britannica (Morecambe, n. 1938)
- Judith Scott, attrice statunitense (Fort Bragg, n. 1965)
- Kimberly Scott, attrice statunitense (Kingsville, n. 1961)
- Klea Scott, attrice statunitense (Zona del Canale di Panama, n. 1968)
- Martha Scott, attrice statunitense (Jamesport, n. 1912 - Los Angeles, † 2003)
- Naomi Scott, attrice e cantante britannica (Londra, n. 1993)
- Pippa Scott, attrice statunitense (Los Angeles, n. 1935 - Santa Monica, † 2025)
- Sherie Rene Scott, attrice, cantante e librettista statunitense (Kentucky, n. 1967)
- Stefanie Scott, attrice e cantante statunitense (Chicago, n. 1996)

## Attrici pornografiche(5)
- Avy Scott, ex attrice pornografica statunitense (Tampa, n. 1981)
- Hillary Scott, ex attrice pornografica statunitense (Naperville, n. 1983)
- Kristen Scott, attrice pornografica statunitense (San Diego, n. 1995)
- Madison Scott, ex attrice pornografica statunitense (Tempe, n. 1988)
- Dakota Skye, attrice pornografica statunitense (Tampa, n. 1994 - Los Angeles, † 2021)

## Autrici di giochi(1)
- Leslie Scott, autrice di giochi britannica (Dar es Salaam, n. 1955)

## Botanici(1)
- Dukinfield Henry Scott, botanico britannico (Londra, n. 1854 - Oakley, † 1934)

## Calciatori(15)
- Aaron Scott, calciatore neozelandese (Hamilton, n. 1986)
- Alexander Scott, calciatore scozzese (Falkirk, n. 1936 - † 2001)
- Alex Scott, calciatore inglese (Guernsey, n. 2003)
- Christopher Scott, calciatore tedesco (Räckelwitz, n. 2002)
- Delroy Scott, calciatore giamaicano (Kingston, n. 1947 - Miami, † 2018)
- Granwald Scott, calciatore sudafricano (Città del Capo, n. 1987)
- Ian Scott, ex calciatore scozzese (n. 1946)
- Jim Scott, ex calciatore scozzese (Falkirk, n. 1940)
- James Scott, calciatore scozzese (Glasgow, n. 2000)
- Jackie Scott, calciatore nordirlandese (Belfast, n. 1933 - Stretford, † 1978)
- Martin Scott, ex calciatore scozzese (Livingston, n. 1986)
- Melvyn Scott, calciatore inglese (Claygate, n. 1939 - Colchester, † 1997)
- Roderick Scott, ex calciatore inglese (Londra, n. 1965)
- Tony Scott, calciatore inglese (Huntingdon, n. 1941 - Perth, † 2021)
- Zach Scott, ex calciatore statunitense (Haiku-Pauwela, n. 1980)

## Calciatrici(4)
- Alex Scott, ex calciatrice inglese (Londra, n. 1984)
- Desiree Scott, calciatrice canadese (Winnipeg, n. 1987)
- Harriet Scott, ex calciatrice irlandese (Blessington, n. 1993)
- Jill Scott, ex calciatrice inglese (Sunderland, n. 1987)

## Canottiere(1)
- Hannah Scott, canottiera britannica (Coleraine, n. 1999)

## Cantanti(8)
- Andy Scott, cantante, chitarrista e compositore britannico (Wrexham, n. 1949)
- Calum Scott, cantante britannico (Kingston upon Hull, n. 1988)
- Jimmy Scott, cantante statunitense (Cleveland, n. 1925 - Las Vegas, † 2014)
- Josey Scott, cantante e chitarrista statunitense (Memphis, n. 1972)
- Linda Scott, cantante statunitense (Queens, n. 1945)
- Lisbeth Scott, cantante statunitense (Boston, n. 1967)
- Mike Scott, cantante e chitarrista britannico (Edimburgo, n. 1958)
- Milly Scott, cantante, conduttrice televisiva e attrice televisiva olandese (Den Helder, n. 1933)

## Cantautori(2)
- Claudio Scott, cantautore belga (Charleroi, n. 1948)
- Bon Scott, cantautore britannico (Forfar, n. 1946 - Londra, † 1980)

## Cantautrici(2)
- Jill Scott, cantautrice e attrice statunitense (Filadelfia, n. 1972)
- Torres, cantautrice statunitense (Orlando, n. 1991)

## Cestiste(4)
- Raegan Scott, ex cestista e allenatrice di pallacanestro statunitense (Fountain Valley, n. 1975)
- Betty Scott, ex cestista statunitense (Tonkawa, n. 1941)
- Denise Scott, ex cestista canadese (Toronto, n. 1969)
- Olympia Scott, ex cestista e allenatrice di pallacanestro statunitense (Los Angeles, n. 1976)

## Cestisti(24)
- Charlie Scott, ex cestista statunitense (New York, n. 1948)
- Joe Scott, cestista statunitense (n. 1916 - Pepper Pike, † 1971)
- Mike Scott, cestista statunitense (Chesapeake, n. 1988)
- Ray Scott, ex cestista e allenatore di pallacanestro statunitense (Filadelfia, n. 1938)
- Akeem Scott, cestista statunitense (New York, n. 1983)
- Alvin Scott, ex cestista statunitense (Cleveland, n. 1955)
- Antwan Scott, cestista statunitense (Wylie, n. 1992)
- Brent Scott, ex cestista e allenatore di pallacanestro statunitense (Jackson, n. 1971)
- Byron Scott, ex cestista e allenatore di pallacanestro statunitense (Ogden, n. 1961)
- Carleton Scott, ex cestista statunitense (Homestead, n. 1988)
- DeWitt Scott, ex cestista statunitense (Chicago, n. 1985)
- Dennis Scott, ex cestista e dirigente sportivo statunitense (Hagerstown, n. 1968)
- Devon Scott, cestista statunitense (Columbus, n. 1994)
- Durand Scott, cestista giamaicano (New York, n. 1990)
- James Scott, ex cestista statunitense (Paterson, n. 1972)
- Josh Scott, cestista statunitense (Monument, n. 1993)
- Mike Scott, ex cestista statunitense (Indianapolis, n. 1986)
- Richard Scott, ex cestista statunitense (Little Rock, n. 1971)
- Seth Scott, ex cestista statunitense (Orem, n. 1981)
- Shannon Scott, cestista statunitense (Alpharetta, n. 1992)
- Shawnelle Scott, ex cestista statunitense (New York, n. 1972)
- Ted Scott, ex cestista statunitense (Columbus, n. 1985)
- Tre Scott, cestista statunitense (Brunswick, n. 1996)
- Willie Scott, ex cestista statunitense (Gadsden, n. 1947)

## Ciclisti su strada(2)
- Cameron Scott, ciclista su strada e pistard australiano (Wagga Wagga, n. 1998)
- Ian Scott, ciclista su strada britannico (n. 1915 - † 1980)

## Clarinettisti(1)
- Tony Scott, clarinettista, sassofonista e pianista statunitense (Morristown, n. 1921 - Roma, † 2007)

## Compositori(4)
- James Sylvester Scott, compositore statunitense (Neosho, n. 1886 - Kansas City, † 1938)
- Nathan Scott, compositore statunitense (Salinas, n. 1915 - Sherman Oaks, † 2010)
- Raymond Scott, compositore, musicista e inventore statunitense (Brooklyn, n. 1908 - Los Angeles, † 1994)
- Stephen Scott, compositore statunitense (Corvallis, n. 1944 - † 2021)

## Costumiste(1)
- Deborah Lynn Scott, costumista statunitense (n. 1954)

## Criminali(1)
- John Paul Scott, criminale statunitense (Leitchfield, n. 1927 - Tallahassee, † 1987)

## Culturisti(1)
- Larry Scott, culturista statunitense (Blackfoot, n. 1938 - Salt Lake City, † 2014)

## Danzatrici(1)
- Margaret Scott, ballerina sudafricana (Johannesburg, n. 1922 - Melbourne, † 2019)

## Direttori della fotografia(1)
- Homer Scott, direttore della fotografia statunitense (New York, n. 1880 - Sacramento, † 1956)

## Dirigenti sportive(1)
- Beckie Scott, dirigente sportiva e ex fondista canadese (Vegreville, n. 1974)

## Disc jockey(1)
- Tee Scott, disc jockey e produttore discografico statunitense (New York, n. 1948 - † 1995)

## Divulgatori scientifici(1)
- Tom Scott, divulgatore scientifico e youtuber britannico (Mansfield, n. 1984)

## Entomologi(1)
- Alexander Walker Scott, entomologo australiano (Bombay, n. 1800 - Sydney, † 1883)

## Flautisti(1)
- John Scott, flautista, compositore e direttore d'orchestra inglese (Bristol, n. 1930)

## Generali(2)
- Charles Scott, generale e politico statunitense (Contea di Powhatan, n. 1739 - Contea di Clark, † 1813)
- Winfield Scott, generale statunitense (Petersburg, n. 1786 - New York, † 1866)

## Giocatori di football americano(14)
- Boston Scott, giocatore di football americano statunitense (Baton Rouge, n. 1995)
- Chad Scott, ex giocatore di football americano statunitense (Capitol Heights, n. 1974)
- Chris Scott, giocatore di football americano statunitense (Palmetto, n. 1987)
- Da'Rel Scott, giocatore di football americano statunitense (Conshohocken, n. 1988)
- Garrett Scott, giocatore di football americano statunitense (Douglas, n. 1991)
- Jasson Scott, ex giocatore di football americano tedesco (n. 1980)
- Jonathan Scott, giocatore di football americano statunitense (Dallas, n. 1983)
- Josiah Scott, giocatore di football americano statunitense (Hamilton, n. 1999)
- Kaleb Scott, giocatore di football americano canadese
- Lindsay Scott, ex giocatore di football americano statunitense (Jesup, n. 1960)
- Nick Scott, giocatore di football americano statunitense (Lancaster, n. 1995)
- Trevor Scott, giocatore di football americano statunitense (Potsdam, n. 1984)
- Tyler Scott, giocatore di football americano statunitense (Norton, n. 2001)
- Willie Scott, giocatore di football americano statunitense (Newberry, n. 1959 - † 2021)

## Giocatori di lacrosse(1)
- Charles Scott, giocatore di lacrosse britannico (Dedham, n. 1883 - Bowdon, † 1954)

## Giornaliste(2)
- Cathy Scott, giornalista statunitense (San Diego)
- Kate Scott, giornalista e conduttrice televisiva britannica (Manchester, n. 1981)

## Giornalisti(1)
- A. O. Scott, giornalista statunitense (Northampton, n. 1966)

## Grecisti(1)
- Robert Scott, grecista inglese (Blondeigh, n. 1811 - Rochester, † 1887)

## Imprenditori(1)
- Drew Scott, imprenditore e attore canadese (Vancouver, n. 1978)

## Informatici(2)
- Dana Scott, informatico e matematico statunitense (Berkeley, n. 1932)
- Michael Scott, informatico e imprenditore statunitense (n. 1945)

## Ingegneri(1)
- Howard Scott, ingegnere statunitense (n. 1890 - † 1970)

## Lottatori(1)
- Coleman Scott, lottatore statunitense (Waynesburg, n. 1986)

## Medici(1)
- Jessie Ann Scott, medico e militare neozelandese (Brookside, n. 1883 - Christchurch, † 1959)

## Mezzofondisti(1)
- Louis Scott, mezzofondista statunitense (Paterson, n. 1889 - † 1954)

## Militari(1)
- Robert Raymond Scott, militare e marinaio statunitense (Massillon, n. 1915 - Pearl Harbor, † 1941)

## Modelle(1)
- L'Wren Scott, modella e stilista statunitense (Roy, n. 1964 - New York, † 2014)

## Modelli(1)
- Larry Scott, modello statunitense (Sacramento, n. 1966)

## Musiciste(1)
- Hazel Scott, musicista, cantante e attrice trinidadiana (Port of Spain, n. 1920 - New York, † 1981)

## Musicisti(3)
- Chris Scott, musicista britannico
- Keith Scott, musicista canadese (Vancouver, n. 1954)
- Robert Scott, musicista neozelandese

## Navigatori(1)
- Robert Falcon Scott, marinaio e esploratore britannico (Plymouth, n. 1868 - Barriera di Ross, † 1912)

## Nobildonne(1)
- Wenefryde Scott, X contessa di Dysart, nobildonna scozzese (n. 1889 - † 1975)

## Nobili(5)
- Anne Scott, I duchessa di Buccleuch, nobile scozzese (n. 1651 - † 1732)
- Francis Scott, II conte di Buccleuch, nobile scozzese (n. 1626 - † 1651)
- James Scott, I duca di Monmouth, nobile e militare inglese (Rotterdam, n. 1649 - Tower Hill, † 1685)
- James Scott, conte di Dalkeith, nobile scozzese (n. 1674 - Londra, † 1705)
- John Scott, IX duca di Buccleuch, nobile, militare e politico inglese (n. 1923 - † 2007)

## Organiste(2)
- Rhoda Scott, organista statunitense (Dorothy, n. 1938)
- Shirley Scott, organista e compositrice statunitense (Filadelfia, n. 1934 - Filadelfia, † 2002)

## Ornitologi(2)
- Peter Scott, ornitologo, ambientalista e pittore britannico (Londra, n. 1909 - Bristol, † 1989)
- William Earl Dodge Scott, ornitologo statunitense (Brooklyn, n. 1852 - Saranac Lake, † 1910)

## Ostacolisti(1)
- Clyde Scott, ostacolista e giocatore di football americano statunitense (Dixie, n. 1924 - † 2018)

## Pallanuotisti(1)
- Sydney Scott, pallanuotista maltese (n. 1910 - † 1990)

## Pallavoliste(1)
- Jordanne Scott, pallavolista statunitense (Indianapolis, n. 1990)

## Pattinatrici artistiche su ghiaccio(1)
- Barbara Ann Scott, pattinatrice artistica su ghiaccio canadese (Ottawa, n. 1928 - San Fernandina, † 2012)

## Pattinatrici di short track(1)
- Emily Scott, pattinatrice di short track statunitense (Springfield, n. 1989)

## Pesisti(1)
- Dorian Scott, pesista giamaicano (East Orange, n. 1982)

## Piloti automobilistici(1)
- Bob Scott, pilota automobilistico statunitense (Watsonville, n. 1928 - Darlington, † 1954)

## Piloti motociclistici(1)
- Allan Scott, pilota motociclistico statunitense (n. 1965)

## Polistrumentisti(1)
- Klayton, polistrumentista statunitense (New York, n. 1969)

## Politiche(1)
- Rosalind Scott, politica inglese (Bath, n. 1957)

## Politici(7)
- Austin Scott, politico statunitense (Augusta, n. 1969)
- Bobby Scott, politico e avvocato statunitense (Washington, n. 1947)
- David Scott, politico statunitense (Aynor, n. 1945)
- Guy Scott, politico zambiano (Livingstone, n. 1944)
- Phil Scott, politico statunitense (Barre, n. 1958)
- Rick Scott, politico, imprenditore e avvocato statunitense (Bloomington, n. 1952)
- Tim Scott, politico statunitense (North Charleston, n. 1965)

## Produttori discografici(1)
- Robin Scott, produttore discografico e cantante britannico (Croydon, n. 1947)

## Pugili(1)
- Don Scott, pugile britannico (Derby, n. 1928 - Derby, † 2013)

## Rapper(5)
- Joey Badass, rapper e attore statunitense (New York, n. 1995)
- Benzino, rapper statunitense (Boston, n. 1965)
- JayDaYoungan, rapper statunitense (Bogalusa, n. 1998 - Bogalusa, † 2022)
- Wretch 32, rapper britannico (Tottenham, n. 1985)
- Big K.R.I.T., rapper e produttore discografico statunitense (Meridian, n. 1986)

## Registi(4)
- Tony Scott, regista, produttore cinematografico e produttore televisivo britannico (Tynemouth, n. 1944 - Los Angeles, † 2012)
- Jake Scott, regista britannico (Londra, n. 1965)
- Luke Scott, regista britannico (Londra, n. 1968)
- Ridley Scott, regista, produttore cinematografico e produttore televisivo britannico (South Shields, n. 1937)

## Rugbiste a 15(1)
- Abbie Ward, rugbista a 15 britannica (Dumfries, n. 1993)

## Rugbisti a 15(1)
- Matt Scott, rugbista a 15 britannico (Dunfermline, n. 1990)

## Sassofonisti(1)
- Clifford Scott, sassofonista e flautista statunitense (San Antonio, n. 1928 - † 1993)

## Sceneggiatori(1)
- Ken Scott, sceneggiatore, regista e attore canadese (Dalhousie, n. 1970)

## Scenografi(2)
- Elliot Scott, scenografo britannico (Londra, n. 1915 - Hillingdon, † 1993)
- Walter M. Scott, scenografo statunitense (Cleveland, n. 1906 - Los Angeles, † 1989)

## Sciatrici freestyle(1)
- Danielle Scott, sciatrice freestyle australiana (Sydney, n. 1990)

## Scrittori(4)
- Andrew Murray Scott, romanziere e poeta scozzese (Aberdeen, n. 1955)
- Duncan Campbell Scott, scrittore canadese (Ottawa, n. 1862 - Ottawa, † 1947)
- Michael Scott, scrittore irlandese (Dublino, n. 1959)
- Paul Scott, scrittore, drammaturgo e poeta inglese (Southgate, n. 1920 - Londra, † 1978)

## Scrittrici(3)
- Ann Scott, scrittrice francese (Parigi, n. 1965)
- MacKenzie Scott, scrittrice e filantropa statunitense (San Francisco, n. 1970)
- Manda Scott, scrittrice britannica (Glasgow, n. 1962)

## Stiliste(1)
- Kendra Scott, stilista, imprenditrice e filantropa statunitense (Kenosha, n. 1974)

## Stilisti(1)
- Ken Scott, stilista statunitense (Fort Wayne, n. 1918 - Eza, † 1991)

## Storici dell'architettura(1)
- Geoffrey Scott, storico dell'architettura e poeta inglese (Hampstead, n. 1884 - New York, † 1929)

## Supercentenarie(1)
- Edna Parker, supercentenaria statunitense (Shelbyville, n. 1893 - Shelbyville, † 2008)

## Tenniste(2)
- Alison Scott, ex tennista australiana (n. 1968)
- Katrina Scott, tennista statunitense (Woodland Hills, n. 2004)

## Tennisti(1)
- Gene Scott, tennista statunitense (New York, n. 1937 - Rochester, † 2006)

## Triplisti(1)
- Donald Scott, triplista statunitense (Apopka, n. 1992)

## Trombettisti(1)
- Christian Scott, trombettista, compositore e produttore discografico statunitense (New Orleans, n. 1983)

## Velisti(2)
- Giles Scott, velista britannico (Huntingdon, n. 1987)
- John Scott, velista australiano (Mosman Park, n. 1934 - Perth, † 1993)

## Velocisti(1)
- Leonard Scott, velocista statunitense (Zachary, n. 1980)

## Wrestler(1)
- Crazzy Steve, wrestler canadese (Montréal, n. 1984)

## Senza attività specificata(2)
- Ken Scott, tecnico del suono britannico (Londra, n. 1947)
- Steven Scott, ex tiratore a volo britannico (n. 1985)